# 1. Fußball-Club Köln 01/07 2007-2008
Questa voce raccoglie le informazioni riguardanti l'1. Fußball-Club Köln 01/07 nelle competizioni ufficiali della stagione 2007-2008.

## Stagione
Nella stagione 2007-2008 il Colonia, allenato da Christoph Daum, concluse il campionato di 2. Bundesliga al 3º posto e fu promosso in Bundesliga. In Coppa di Germania il Colonia fu eliminato al primo turno dal Werder Brema II.

## Rosa
| N. |                               | Ruolo | Calciatore          |
| -- | ----------------------------- | ----- | ------------------- |
| 41 | Germania (bandiera)           | P     | Thomas Kessler      |
| 1  | Colombia (bandiera)           | P     | Faryd Mondragón     |
| 32 | Germania (bandiera)           | P     | Dieter Paucken      |
| 24 | Germania (bandiera)           | D     | Carsten Cullmann    |
| 4  | Camerun (bandiera)            | D     | Marvin Matip        |
| 23 | Canada (bandiera)             | D     | Kevin McKenna       |
| 26 | Macedonia del Nord (bandiera) | D     | Aleksandar Mitreski |
| 3  | Libano (bandiera)             | D     | Youssef Mohamad     |
| 15 | Germania (bandiera)           | D     | Tobias Nickenig     |
| 5  | Turchia (bandiera)            | D     | Alpay Özalan        |
| 6  | Turchia (bandiera)            | D     | Ümit Özat           |
| 25 | Germania (bandiera)           | D     | Kevin Schöneberg    |
| 16 | Brasile (bandiera)            | C     | André Oliveira      |

| N. |                     | Ruolo | Calciatore         |
| -- | ------------------- | ----- | ------------------ |
| 20 | Libano (bandiera)   | C     | Roda Antar         |
| 10 | Germania (bandiera) | C     | Thomas Broich      |
| 36 | Marocco (bandiera)  | C     | Adil Chihi         |
| 22 | Francia (bandiera)  | C     | Fabrice Ehret      |
| 18 | Germania (bandiera) | C     | Salvatore Gambino  |
| 19 | Germania (bandiera) | C     | Michael Niedrig    |
| 17 | Germania (bandiera) | C     | Kevin Pezzoni      |
| 12 | Honduras (bandiera) | C     | Maynor Suazo       |
| 9  | Germania (bandiera) | A     | Patrick Helmes     |
| 11 | Slovenia (bandiera) | A     | Milivoje Novakovič |
| 8  | Germania (bandiera) | A     | Matthias Scherz    |
| 21 | Serbia (bandiera)   | A     | Nemanja Vučićević  |

## Organigramma societario
Area tecnica
- Allenatore: Christoph Daum
- Allenatore in seconda: Roland Koch
- Preparatore dei portieri: Holger Gehrke, Rolf Herings
- Preparatori atletici:

## Risultati

### 2. Bundesliga

#### Girone di andata
| Arbitro: | Perl |

|  |           |                          |
|  | Marcatori | 65’ Helmes 78’ Novakovič |

| Arbitro: | Meyer |

|  |           |            |
|  | Marcatori | 23’ Ebbers |

| Arbitro: | Fleischer |

|                                                |           |                                       |
| Novakovič 20’ Chihi 72’, 84’ Jensen 86’ (aut.) | Marcatori | 5’ Torghelle 37’ Müller 54’ Omodiagbe |

| Arbitro: | Gräfe |

|                      |           |               |
| Berhalter 78’ (rig.) | Marcatori | 67’ Novakovič |

| Colonia 16 settembre 2007, ore 14:00 CEST 5ª giornata | Colonia   | 0 – 0 referto | Greuther Fürth | RheinEnergieStadion (41 200 spett.)\| Arbitro: \| Gagelmann \| |
| Arbitro:                                              | Gagelmann |               |                |                                                                |

| Arbitro: | Kircher |

|           |           |                    |
| Džaka 31’ | Marcatori | 37’, 71’ Novakovič |

| Arbitro: | Fleischer |

|           |           |                                 |
| Scherz 8’ | Marcatori | 41’ Uzoma 48’ Jäger 85’ Matmour |

| Arbitro: | Frank |

|                                 |           |                                |
| König 30’, 33’, 36’ Diakité 67’ | Marcatori | 14’ Mohamad 20’, 62’ Novakovič |

| Arbitro: | Schalk |

|                                            |           |          |
| Chihi 2’ McKenna 5’ Mohamad 65’ Helmes 68’ | Marcatori | 26’ Judt |

| Arbitro: | Kinhöfer |

|                        |           |                        |
| Neuville 57’ Daems 65’ | Marcatori | 60’ Mohamad 62’ Helmes |

| Arbitro: | Rafati |

|                   |           |            |
| Novakovič 4’, 89’ | Marcatori | 51’ Döring |

| Arbitro: | Perl |

|                            |           |            |
| Schuon 7’ Reichenberger 8’ | Marcatori | 59’ Helmes |

| Arbitro: | Welz |

|                              |           |                      |
| Helmes 1’ Novakovič 10’, 65’ | Marcatori | 13’ Klinka 45’ Nemec |

| Arbitro: | Stark |

|  |           |                          |
|  | Marcatori | 30’ Novakovič 61’ Helmes |

| Arbitro: | Zwayer |

|                               |           |  |
| Novakovič 23’, 75’ Broich 73’ | Marcatori |  |

| Arbitro: | Kempter |

|              |           |  |
| Hoogland 59’ | Marcatori |  |

| Arbitro: | Seemann |

|                         |           |             |
| McKenna 33’ Mohamad 83’ | Marcatori | 18’ Simpson |

#### Girone di ritorno
| Arbitro: | Steinhaus |

|           |           |            |
| Chihi 84’ | Marcatori | 45’ Meggle |

| Arbitro: | Sippel |

|                                              |           |                        |
| Reghecampf 37’ (rig.) Krontiris 48’ Fiél 74’ | Marcatori | 29’, 89’ (rig.) Helmes |

| Arbitro: | Henschel |

|            |           |                               |
| Müller 61’ | Marcatori | 28’ Helmes 79’, 90’ Novakovič |

| Colonia 22 febbraio 2008, ore 18:00 CET 21ª giornata | Colonia | 0 – 0 referto | Monaco 1860 | RheinEnergieStadion (46 000 spett.)\| Arbitro: \| Kircher \| |
| Arbitro:                                             | Kircher |               |             |                                                              |

| Arbitro: | Schmidt |

|                         |           |                                          |
| Lanig 25’ Reisinger 85’ | Marcatori | 5’ (aut.) Mauersberger 14’ (rig.) Helmes |

| Arbitro: | Grudzinski |

|               |           |  |
| Novakovič 54’ | Marcatori |  |

| Arbitro: | Schmidt |

|           |           |  |
| Jäger 58’ | Marcatori |  |

| Arbitro: | Gräfe |

|                         |           |             |
| Antar 19’ Vučićević 30’ | Marcatori | 45’ Diakité |

| Arbitro: | Weiner |

|         |           |                                    |
| Judt 2’ | Marcatori | 31’ Antar 52’ Helmes 74’ Novakovič |

| Arbitro: | Kinhöfer |

|                   |           |            |
| Helmes 90’ (rig.) | Marcatori | 32’ Rösler |

| Arbitro: | Schößling |

|                      |           |                      |
| Bogavac 35’ Löbe 64’ | Marcatori | 32’ Helmes 51’ Antar |

| Arbitro: | Welz |

|                      |           |  |
| Helmes 41’ Antar 44’ | Marcatori |  |

| Arbitro: | Brych |

|                          |           |                                   |
| Nemec 1’, 45’ Sykora 90’ | Marcatori | 29’ Helmes 38’ Scherz 78’ Pezzoni |

| Arbitro: | Gagelmann |

|                                     |           |                      |
| Novakovič 11’ Antar 66’ Mohamad 69’ | Marcatori | 26’ (rig.) Salihović |

| Arbitro: | Meyer |

|           |           |                              |
| Costa 82’ | Marcatori | 8’, 54’ Helmes 45’ Novakovič |

| Arbitro: | Kempter |

|                |           |  |
| Antar 22’, 66’ | Marcatori |  |

| Arbitro: | Stark |

|                             |           |  |
| Simpson 70’ Ziemer 75’, 81’ | Marcatori |  |

### Coppa di Germania
| Arbitro: | Grudzinski |

|                                                 |           |                             |
| Harnik 38’, 54’ Löning 113’ (rig.) Schmidt 119’ | Marcatori | 12’ Novakovič 23’ Vučićević |

## Statistiche

### Statistiche di squadra
| Competizione      | Punti | In casa | In casa | In casa | In casa | In casa | In casa | In trasferta | In trasferta | In trasferta | In trasferta | In trasferta | In trasferta | Totale | Totale | Totale | Totale | Totale | Totale | DR  |
| Competizione      | Punti | G       | V       | N       | P       | Gf      | Gs      | G            | V            | N            | P            | Gf           | Gs           | G      | V      | N      | P      | Gf     | Gs     | DR  |
| ----------------- | ----- | ------- | ------- | ------- | ------- | ------- | ------- | ------------ | ------------ | ------------ | ------------ | ------------ | ------------ | ------ | ------ | ------ | ------ | ------ | ------ | --- |
| 2. Bundesliga     | 60    | 17      | 11      | 4       | 2       | 31      | 16      | 17           | 6            | 5            | 6            | 31           | 28           | 34     | 17     | 9      | 8      | 62     | 44     | +18 |
| Coppa di Germania | -     | 0       | 0       | 0       | 0       | 0       | 0       | 1            | 0            | 0            | 1            | 2            | 4            | 1      | 0      | 0      | 1      | 2      | 4      | -2  |
| Totale            | -     | 17      | 11      | 4       | 2       | 31      | 16      | 18           | 6            | 5            | 7            | 33           | 32           | 35     | 17     | 9      | 9      | 64     | 48     | +16 |

### Andamento in campionato
| Giornata  | 1 | 2 | 3 | 4 | 5 | 6 | 7 | 8 | 9 | 10 | 11 | 12 | 13 | 14 | 15 | 16 | 17 | 18 | 19 | 20 | 21 | 22 | 23 | 24 | 25 | 26 | 27 | 28 | 29 | 30 | 31 | 32 | 33 | 34 |
| --------- | - | - | - | - | - | - | - | - | - | -- | -- | -- | -- | -- | -- | -- | -- | -- | -- | -- | -- | -- | -- | -- | -- | -- | -- | -- | -- | -- | -- | -- | -- | -- |
| Luogo     | T | C | C | T | C | T | C | T | C | T  | C  | T  | C  | T  | C  | T  | C  | C  | T  | T  | C  | T  | C  | T  | C  | T  | C  | T  | C  | T  | C  | T  | C  | T  |
| Risultato | V | P | V | N | N | V | P | P | V | N  | V  | P  | V  | V  | V  | P  | V  | N  | P  | V  | N  | N  | V  | P  | V  | V  | N  | N  | V  | N  | V  | V  | V  | P  |
| Posizione | 3 | 7 | 5 | 6 | 6 | 4 | 9 | 9 | 7 | 7  | 6  | 7  | 6  | 5  | 4  | 4  | 3  | 4  | 5  | 4  | 4  | 5  | 5  | 5  | 4  | 3  | 4  | 3  | 2  | 4  | 3  | 2  | 2  | 3  |

Legenda:

Luogo: C = Casa; T = Trasferta. Risultato: V = Vittoria; N = Pareggio; P = Sconfitta.

### Statistiche dei giocatori
| Giocatore     | 2. Bundesliga | 2. Bundesliga | 2. Bundesliga | 2. Bundesliga | Coppa di Germania | Coppa di Germania | Coppa di Germania | Coppa di Germania | Totale   | Totale | Totale      | Totale     |
| Giocatore     | Presenze      | Reti          | Ammonizioni   | Espulsioni    | Presenze          | Reti              | Ammonizioni       | Espulsioni        | Presenze | Reti   | Ammonizioni | Espulsioni |
| ------------- | ------------- | ------------- | ------------- | ------------- | ----------------- | ----------------- | ----------------- | ----------------- | -------- | ------ | ----------- | ---------- |
| T. Kessler    | 4             | 0             | 0             | 0             | -                 | -                 | -                 | -                 | 4        | 0      | 0           | 0          |
| F. Mondragón  | 31            | 0             | 2             | 0             | 1                 | 0                 | 0                 | 0                 | 32       | 0      | 2           | 0          |
| D. Paucken    | -             | -             | -             | -             | -                 | -                 | -                 | -                 | -        | -      | -           | -          |
| C. Cullmann   | -             | -             | -             | -             | -                 | -                 | -                 | -                 | -        | -      | -           | -          |
| M. Matip      | 24            | 0             | 4             | 0             | -                 | -                 | -                 | -                 | 24       | 0      | 4           | 0          |
| K. McKenna    | 30            | 2             | 9             | 1             | 1                 | 0                 | 0                 | 0                 | 31       | 2      | 9           | 1          |
| A. Mitreski   | 28            | 0             | 3             | 1             | -                 | -                 | -                 | -                 | 28       | 0      | 3           | 1          |
| Y. Mohamad    | 31            | 5             | 4             | 0             | -                 | -                 | -                 | -                 | 31       | 5      | 4           | 0          |
| T. Nickenig   | 10            | 0             | 3             | 0             | 1                 | 0                 | 0                 | 1                 | 11       | 0      | 3           | 1          |
| A. Özalan     | -             | -             | -             | -             | -                 | -                 | -                 | -                 | -        | -      | -           | -          |
| Ü. Özat       | 32            | 0             | 4             | 0             | 1                 | 0                 | 0                 | 0                 | 33       | 0      | 4           | 0          |
| K. Schöneberg | 13            | 0             | 1             | 0             | 1                 | 0                 | 0                 | 0                 | 14       | 0      | 1           | 0          |
| A. Oliveira   | 10            | 0             | 0             | 0             | 1                 | 0                 | 0                 | 0                 | 11       | 0      | 0           | 0          |
| R. Antar      | 31            | 7             | 4             | 0             | 1                 | 0                 | 0                 | 0                 | 32       | 7      | 4           | 0          |
| T. Broich     | 28            | 1             | 0             | 0             | 1                 | 0                 | 0                 | 0                 | 29       | 1      | 0           | 0          |
| A. Chihi      | 21            | 4             | 1             | 0             | 1                 | 0                 | 0                 | 0                 | 22       | 4      | 1           | 0          |
| F. Ehret      | 24            | 0             | 2             | 0             | 1                 | 0                 | 0                 | 0                 | 25       | 0      | 2           | 0          |
| S. Gambino    | 8             | 0             | 0             | 0             | -                 | -                 | -                 | -                 | 8        | 0      | 0           | 0          |
| M. Niedrig    | -             | -             | -             | -             | -                 | -                 | -                 | -                 | -        | -      | -           | -          |
| K. Pezzoni    | 8             | 1             | 0             | 0             | -                 | -                 | -                 | -                 | 8        | 1      | 0           | 0          |
| M. Suazo      | 16            | 0             | 4             | 0             | -                 | -                 | -                 | -                 | 16       | 0      | 4           | 0          |
| P. Helmes     | 33            | 17            | 3             | 0             | 1                 | 0                 | 0                 | 0                 | 34       | 17     | 3           | 0          |
| M. Novakovič  | 33            | 20            | 3             | 0             | 1                 | 1                 | 0                 | 0                 | 34       | 21     | 3           | 0          |
| M. Scherz     | 30            | 2             | 4             | 1             | 1                 | 0                 | 0                 | 0                 | 31       | 2      | 4           | 1          |
| N. Vučićević  | 24            | 1             | 3             | 0             | 1                 | 1                 | 0                 | 0                 | 25       | 2      | 3           | 0          |